# Ameesha Patel
Ameesha Patel eller Amisha Patel (hindi: अमीषा पटेल, gujarati: અમીષા પટેલ), född 9 juni 1975, är en Bollywood-skådespelerska. Hon debuterade i filmen Kaho Naa... Pyaar Hai (2000). Filmen var årets största hit i Indien. Även Hrithik Roshan debuterade i den filmen.